# Cantons de Tarn i Garona
Fins al 2015, els cantons de Tarn i Garona eren 30 i s'agrupaven en dos districtes:
- districte de Los Sarrasins (12 cantons - sotsprefectura: Los Sarrasins) :
cantó d'Autvilar - cantó de Bèumont de Lomanha - cantó de Lo Borg Devisac - cantó de Los Sarrasins-1 - cantó de Los Sarrasins-2 - cantó de Lausèrta - cantó de La Vit - cantó de Moissac-1 - cantó de Moissac-2 - cantó de Montagut de Carcin - cantó de Sent Micolau de la Grava - cantó de Valença d'Agen

- districte de Montalban (18 cantons - prefectura: Montalban) :
cantó de Cauçada - cantó de Cailutz - cantó de Grisòlas - cantó de La Francesa - cantó de Molièras - cantó de Montclar de Carcin - cantó de Montalban-1 - cantó de Montalban-2 - cantó de Montalban-3 - cantó de Montalban-4 - cantó de Montalban-5 - cantó de Montalban-6 - cantó de Montuèg - cantó de Montpesat de Carcin - cantó de Negrapelissa - cantó de Sent Antonin - cantó de Verdun de Garona - cantó de Vilabrumièr

Amb la reorganització cantonal del 2015, el nombre de cantons va passar de 30 als 15 següents:
Aveyron-Lère, Beaumont-de-Lomagne, Castelsarrasin, Garonne-Lomagne-Brulhois, Moissac, Montauban-1, Montauban-2, Montauban-3, Montech, Pays de Serres Sud-Quercy, Quercy-Aveyron, Quercy-Rouergue, Tarn-Tescou-Quercy vert, Valence, Verdun-sur-Garonne.